# Laura Vargasová Kochová
Laura Vargasová Kochová (nepřechýleně: Laura Vargas Koch), (* 29. června 1990 v Berlíně, Německo) je německá zápasnice – judistka.

## Sportovní kariéra
S judem začínala v 7 letech v rodném městě pod vedením Franka Borkowskiho a Carstena von Leupoldta. Později se přesunula do Kolína nad Rýnem, kde se připravuje pod vedením Michaela Bazynskiho a zároveň studuje matematiku na univerzitě v Cáchách.
V německé reprezentaci se začala prosazovat od roku 2013. Jejími největšími rivalkami pro účast na olympijských hrách v Riu byly Szaundra Diedrichová a Iljana Marzoková.

### Vítězství
- 2012 - 1x světový pohár (Tallinn)
- 2013 - 1x světový pohár (Rijeka)
- 2014 - 4x světový pohár (Samsun, Havana, Taškent, Abú Dhabí)
- 2015 - 2x světový pohár (Lisabon, Abú Dhabí)

## Výsledky
| Mistrovství světa  | —  | —  | —  |   | 2. | úč. | úč. |  |  |  |  |  |  |  |  |  |  |  |  |  |  |  |  |  |
| Evropské hry       |    |    |    |   |    |     | 2.  |  |  |  |  |  |  |  |  |  |  |  |  |  |  |  |  |  |
| Mistrovství Evropy | —  | —  | —  | — | 3. | 2.  | 2.  |  |  |  |  |  |  |  |  |  |  |  |  |  |  |  |  |  |
| ME do 23 let       | —  | 2. | 1. | — |    |     |     |  |  |  |  |  |  |  |  |  |  |  |  |  |  |  |  |  |
| ME juniorů         | 5. |    |    |   |    |     |     |  |  |  |  |  |  |  |  |  |  |  |  |  |  |  |  |  |